# Gröben (Ludwigsfelde), Kartenteil

Karte um 1683

Karte von 1791

Dieser Beitrag ist eine Ergänzung zum Hauptartikel Gröben, Dorf und Ortsteil von Ludwigsfelde im Landkreis Teltow-Fläming in Brandenburg. Zwei im Hauptartikel wiedergegebene historische Karten werden hier etwas genauer erläutert, als es im Rahmen des Hauptartikels sinnvoll wäre. Zusätzlich zum Hauptartikel zeigt eine weitere Karte die heutige Einbettung Gröbens in das Kerngebiet des Naturparks Nuthe-Nieplitz.

## Karte, Gröben um 1683
Der Ausschnitt im Maßstab von ca. 1:12.500 stammt aus dem Blatt 13 des Suchedoletzschen Atlas von Potsdam (Samuel de Suchedoletz)
und zeigt Gröben um 1683.
Die Karte zeigt nördlich vom Gröbener Kietz den von der Alten Nuthe umschlossenen Burgwall. Westlich der Burgwiesen fließt die Nieplitz, die zu dieser Zeit Moder genannt wurde. Die Flussläufe weichen erheblich von den Lagen zu Beginn des dritten Jahrtausends ab. Der Begriff Hütung unterhalb vom Kietz bezeichnet in etwa eine Weide mit Bewachung. Unverändert zum Jahr 2004 ist die Lage des zentralen Kirchplatzes in Gröben. Am Weer südlich des Gröbener Sees schließt sich der damals wie heute kurze Wasserdurchgang zum Siethener See an; durch diese Enge zwischen den beiden Seen verläuft heute die Verbindungsstraße zwischen Gröben und Großbeuthen mit den Abzweigungen nach Siethen und Jütchendorf. In der Südwestecke ist der noch vorhandene und auch so bezeichnete Jütchendorfer Weinberg mit einer Dreiteilung eingezeichnet, die das Anbaugebiet zu je einem Drittel Gröben, Siethen und Jütchendorf zuweist.

## Karte von 1791
Ausschnitt aus dem altkol. Kupferstich von Franz Johann Joseph von Reilly von 1791: Zauchischer und Luckenwaldischer Kreis.
Der Stich von Reilly zeigt den alten Verlauf der Nuthe mit seinen Verzweigungen. Nördlich von Gröben bei Saarmund bildet die Nuthe verschiedene Arme aus. Der größte Nebenarm, die Saare, gab Saar-mund als Saare-Mündung ihren Namen. Noch weiter nördlich zwischen Philippsthal und Bergholz (heute Bergholz-Rehbrücke) umschließt die Nuthe ähnlich wie bei der Gröbener Burg eine kleine Insel. An dieser Stelle vor dem heutigen Drewitz lag mit einiger Sicherheit auf dem Gelände der heutigen Drewitzer Burg-Fischerei die Nuthe-Burg aus dem 12. Jahrhundert, deren Zeugnisse Theodor Fontane vergeblich in Saarmund suchte und, wie man heute weiß, dort auch nicht finden konnte. Resignierend stellte Fontane seinerzeit fest: Die Nutheburgen necken ihn nur und sind wie die Fatamorgana dieser Zauchewüste. Wenn er sie zu haben glaubt, so hört er den Mittagsgeist lachen, das Bild zerrinnt und – die Nutheburgen sind ihm ferner denn zuvor.
Wie die Karte deutlich zeigt, war auch der Burgwall von Trebbin von der Nuthe umflossen. Im Südwesten weist der Schriftzug sächsisch bei den Dörfern Stangenhagen und Schönhagen auf die sächsische Enklave mitten in Preußen hin; siehe ausführlich dazu Stangenhagen. Die auf den Blankensee folgenden Seen sind der Grössinsee und Schiaßer See, dann der Gröbener und am Ende der Kette der Siethener See.

## Karte Naturpark
Gröben ist per Kraftfahrzeug nicht (mehr) über die Verbindung Saarmund-Tremsdorf-Gröben erreichbar, da die typisch märkische Allee zwischen Tremsdorf und dem Gröbener Kietz gesperrt wurde. Die Anfahrt aus der Potsdamer/Berliner Region muss daher entweder über Siethen oder Fahlhorst erfolgen. Aus dieser Richtung, also von Norden beziehungsweise Osten kann Gröben angefahren/durchfahren werden und noch zusätzlich das Stück bis zum Kietz zurückgelegt werden. Radfahrer können die direkte Straße Tremsdorf-Gröben nutzen, müssen sich allerdings auf Kopfsteinpflaster einstellen. (Stand 2006)
Die nachfolgende Karte zeigt das Kerngebiet des Naturparks Nuthe-Nieplitz mit Gröben am Nordrand.

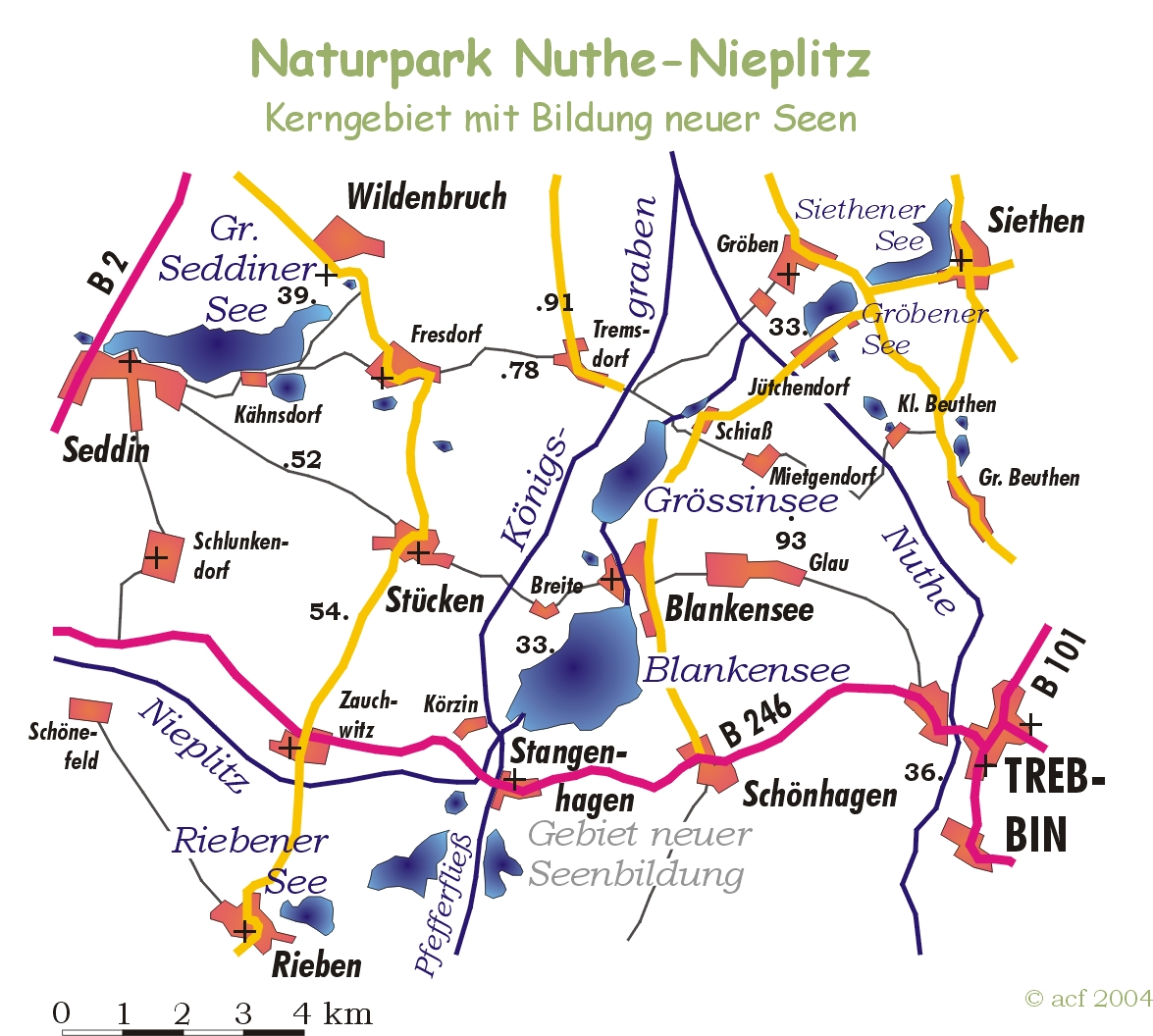
Karte Naturpark Nuthe-Nieplitz Kerngebiet der Seen

< zurück zum Hauptartikel
Koordinaten: 52° 17′ N, 13° 10′ O